# Kanton Portet-sur-Garonne
Kanton Portet-sur-Garonne (francouzsky Canton de Portet-sur-Garonne) je francouzský kanton v departementu Haute-Garonne v regionu Midi-Pyrénées. Tvoří ho 10 obcí.

## Obce kantonu
- Eaunes
- Labarthe-sur-Lèze
- Lagardelle-sur-Lèze
- Pinsaguel
- Pins-Justaret
- Portet-sur-Garonne
- Roques
- Roquettes
- Saubens
- Villate